# 1191
1191 (MCXCI) a fost un an obișnuit al calendarului iulian.

## Evenimente
- 6 februarie: Ordinul teutonic este confirmat de către papa Clement al III-lea.
- 12 aprilie: Orașul Berna este fondat de către ducele Berthold al V-lea de Zahringen.
- 17 aprilie: Trupele comunei din Roma distrug așezarea de la Tusculum.
- 20 aprilie: Regele Filip August al Franței ajunge la Accra și participă la asediul acesteia.
- 6 mai: Regele Richard Inimă de Leu al Angliei ocupă Ciprul de la bizantini, după care vinde insula cavalerilor templieri.
- 12 mai: Regele Richard Inimă de Leu al Angliei se căsătorește cu Berengaria de Navarra, în Cipru.
- 1 iunie: La moartea lui Filip de Alsacia, provincia Vermandois este atașat coroanei Franței.
- 11 iunie: În cadrul campaniei din Portugalia, almohazii mai ocupă Alcacer so Sal și jefuiesc Palmela și Almada.
- 10 iulie: Almohazii recuceresc Silves; hotarul cu Portugalia este restabilit pe fluviul Tago.
- 12 iulie: Garnizoana sultanului Saladin din Accra se predă cruciaților, după 2 ani de asediu; Conrad de Montferrat, care a negociat supunerea asediaților, ridică pe zidurile și turnurile Accrei însemnele Regatului Ierusalimului și ale conducătorilor participanți la cruciadă: regele Richard Inimă de Leu al Angliei, regele Filip August al Franței și ducele Leopold al V-lea al Austriei.
- 3 august: După victoria de la Accra, regele Richard Inimă de Leu rămâne în Orient pentru a continua marșul către Ierusalim, în vreme ce regele Filip August părăsește Palestina și se întoarce în Europa, pentru a prelua posesiunea asupra Flandrei, al cărei conte murise în timpul asediului Accrei.
- 7 septembrie: Bătălia de la Arsuf. Regele cruciat Richard Inimă de Leu obține victoria asupra sultanului Saladin; încep negocieri între cei doi suverani.
- 20 decembrie: Papa Celestin al III-lea confirmă existența Prepoziturii Sibiului. Prima mențiune a orașului Sibiu.
- 27 decembrie: Regele Filip August al Franței revine la Paris și începe să negocieze în secret cu Ioan, fratele regelui Richard Inimă de Leu, în vederea deposedării regelui Angliei de stăpânirile de pe continent ale familiei Plantagenet, în lipsa acestuia; intervenția mamei lui Richard și Ioan, Eleanor de Aquitania, face ca acest plan să eșueze.

### Nedatate
- ianuarie: Regele german Henric al VI-lea intervine în Italia, pentru a-și revendica drepturile asupra regatului Siciliei.
- aprilie: După eșecul din anul anterior, almohazii reiau ofensiva asupra provinciei Algarve, în Portugalia.
- aprilie: Henric al VI-lea este încoronat ca împărat romano-german de către papa Celestin al III-lea.
- aprilie: Împăratul Henric al VI-lea ajunge în Italia de sud și asediază Napoli (fără succes, din cauza unei epidemii de ciumă).
- iulie: Fondarea sectei (școlii) Zen-budiste Rinzai în Japonia, de către călugărul Eisai, revenit din China.
- Călugării abației Gastonbury anunță descoperirea mormântului legendarului rege Arthur și al reginei Guinevere.
- Prima mențiune documentară a orașului Sibiu.
- Regele khmerilor, Jayavarman al VII-lea, pradă capitala statului champilor.
- Victorie a statelor din Rajputana, coalizate în jurul regelui Chauan Prithiviraja asupra dinastului ghurid Muhammad în bătălia de la Tarain (în apropiere de Delhi).

## Arte, științe, literatură și filozofie
- 16 iunie: Este consacrată catedrala Notre-Dame de Senlis, în Franța.
- Prima consemnare a unei mori de vânt în Europa, în Anglia de est.

## Înscăunări
- 14 aprilie: Papa Celestin al III-lea (1191-1198).
- Guy de Lusignan, rege al Ciprului.

## Nașteri
- 8 februarie: Iaroslav al II-lea, cneaz de Vladimir (d. 1246).
- George al IV-lea, rege al Georgiei (d. 1223).

## Decese
- 20 ianuarie: Frederic al VI-lea, duce de Suabia (n. 1167).
- 27 martie: Clement al III-lea (n. Paolo Scolari), papă (n. 1124)
- 1 iunie: Filip de Alsacia, conte de Flandra (n. 1143).
- 29 iulie: Sohrawardi (Shihab al-Dîn Yahyâ ibn Habbash Suhrawardi), filosof persan (n. 1155)
- 9 septembrie: Conrad al II-lea de Boemia (n. ?)
- Heracles d'Auvergne, patriarh de Ierusalim (n. ?)
- Guillaume al V-lea, cruciat burgund și marchiz de Montferrat (n.c. 1115)